# Tolansky-Verfahren
Das Tolansky-Verfahren, benannt nach dem Physiker Samuel Tolansky, ist ein Verfahren zur Schichtdickenmessung. Es beruht auf dem Prinzip der Interferenz. Bei der Betrachtung eines Interferenzmusters unter monochromatischem Licht wird dabei der Abstand der Interferenzstreifen und der Versatz der Interferenzstreifen an einer Kante der Schicht gemessen, um die Schichtdicke zu ermitteln.

## Prinzip

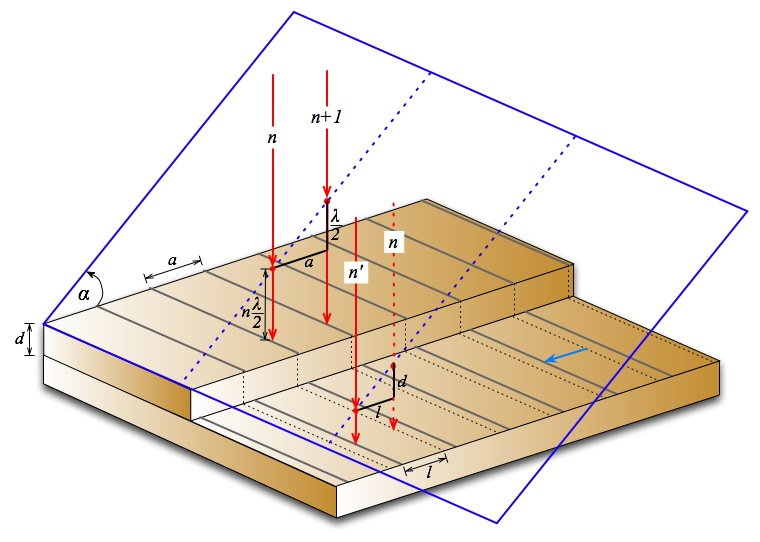
Skizze zur Entstehung der Interferenzstreifen und deren Versatz an einer Kante

Eine Glasplatte wird leicht gekippt auf eine Schicht gelegt. Dabei schließen die Normalen der Platte und der Schicht einen kleinen Winkel {\displaystyle {\alpha }<{1^{\circ }}} ein. Betrachtet man die Anordnung unter monochromatischem Licht, z. B. einer Natriumdampflampe, so ist ein charakteristisches Bild von äquidistanten Interferenzstreifen mit Abstand {\displaystyle a} zu erkennen. Die Lichtstrahlen löschen sich gerade dann aus, wenn der Abstand zwischen Glasplatte und Schicht ein Vielfaches der halben Wellenlänge ist. An einer Kante der Schicht kommt es nun zu einem Versatz diese Musters um die Länge {\displaystyle l}. Die Ursache dafür ist, dass Lichtstrahlen nun zusätzlich die Strecke {\displaystyle d}, Dicke der oberen Schicht, zurücklegen müssen. Diese ist jedoch kein Vielfaches der halben Wellenlänge. Der Lichtstrahl interferiert erst dann wieder, wenn gerade die Strecke {\displaystyle d} durch einen Versatz kompensiert wurde. Wie in der Skizze zu erkennen, ergeben sich daraus die wichtigen Zusammenhänge um auf die Schichtdicke zurückzuschließen.
{\displaystyle \tan \alpha ={\frac {\lambda /2}{a}}\quad {\text{und}}\quad \tan \alpha ={\frac {d}{l}}}
Durch Gleichsetzen erhält man die Formel für die Schichtdicke.
{\displaystyle d={\frac {l\cdot \lambda }{2a}}}

## Dicke Schichten
Bei monochromatischer Beleuchtung lassen sich so Schichtdicken bis zur halben Wellenlänge {\displaystyle \lambda /2} eindeutig bestimmen. Bei dickeren Schichten ist es jedoch nötig zu identifizieren, welche die korrespondierende Interferenzlinie jenseits des Sprunges ist, um die Länge {\displaystyle l} korrekt ermitteln zu können. Dazu benötigt man eine Beleuchtung mit mehreren Spektrallinien, z.B: aus einer Quecksilberdampflampe. Das dann entstehende komplexere Interferenzmuster setzt sich jenseits der Sprungkante fort und ermöglicht es, die korrespondierende Interferenzlinie zu bestimmen. Bei einer gleitenden Änderung der Schichtdicke ist es mitunter auch bei monochromatischer Beleuchtung möglich, die korrespondierende Interferenzlinie anhand ihres Verlaufes zu identifizieren. 
Bei bekannter Orientierung des Richtung des Luftkeils zwischen Auflageplättchen und Probe ist darüber hinaus zu erkennen, ob es sich um eine steigende oder um eine fallende Stufe im Material handelt.

## Optimierungen
Eine deutliche Verbesserung des Interferenzkontrastes wird erzielt, wenn die aufliegende Glasplatte mit einer halbdurchlässigen Spiegelschicht versehen wird. Beispielsweise mit einer 10 nm dicken Aluminium- oder Chromschicht. Weiterhin ist es hilfreich, wenn diese Glasplatte sehr dünn ist: Dicke etwa 0,2 mm. Dadurch ist sie etwas biegsam und man kann durch Aufpressen den Luftkeil schmaler machen, so dass niedrige Interferenzordnungen auftreten und eine kurze Kohärenzlänge der Lichtquelle ausreichend ist – wie bei Beleuchtung mit einer Hochdruck-Gasentladungslampe (Xenon-, Quecksilber- oder Natriumdampflampe). Die Betrachtung kann mit einem einfachen Auflichtmikroskop erfolgen. Die Vermessung der Interferenzlinien wird in der Regel mit einem Messokular realisiert. Sie ist natürlich auch anhand von Bilddaten möglich.
Die erzielbare Messgenauigkeit hängt von der Qualität der Beleuchtung, der Abbildung und der Schärfe der Interferenzlinien ab. Sie liegt typischerweise im Bereich von 5–10 nm. Mit stärkerer Verspiegelung des Glasplättchens ({\displaystyle {R}>{90\,\%}}) werden die Interferenzlinien schmaler und die erzielbare Auflösung wird höher, bis hinunter zu 1 nm. Dazu siehe H. K. Pulker unter Literatur. 
Zu beachten ist, dass ein hochauflösendes Objektiv mit einer hohen numerischen Apertur den Kontrast verschlechtern kann, da das Licht aus einem breiteren Winkelbereich auf den Interferenzkeil trifft und das Interferenzmuster verschmiert.